# Fredag – människan
Fredag – människan (engelska: Man Friday) är en brittisk–amerikansk äventyrsfilm från 1975 i regi av Jack Gold. Filmen är baserad på Adrian Mitchells pjäs Man Friday från 1973, som i sin tur är baserad på Daniel Defoes bok med samma namn från 1719. I huvudrollerna ses Peter O'Toole och Richard Roundtree.
Filmen vänder på rollerna och framställer Crusoe som en burdus, stel engelsman, medan infödingen han kallar Fredag är mycket mer intelligent och empatisk.

## Rollista
- Peter O'Toole - Robinson Crusoe
- Richard Roundtree - Fredag
- Peter Cellier - Carey
- Christopher Cabot - McBain
- Joel Fluellen - doktor
- Sam Seabrook - ung flicka
- Stanley Clay - ung pojke